# Adrián Demoč
Adrián Demoč (* 10. Januar 1985 in Zvolen, Tschechoslowakei) ist ein slowakischer Komponist.

## Leben
Nachdem er 2002 ersten Kompositionsunterricht bei Igor Dibák erhalten hatte, studierte Adrián Demoč 2003–2008 an der Janáček-Akademie für Musik und Darstellende Kunst Brünn (JAMU) bei František Emmert (1940–2015). Zudem absolvierte er Auslandssemester an der Nationalen Musikuniversität Bukarest bei Doina Rotaru und an der Litauischen Musik- und Theaterakademie in Vilnius bei Osvaldas Balakauskas sowie Kompositionskurse im tschechischen Trstěnice. 2005–2007 war er Mitglied des Barefooted Orchestra, in dem er E-Gitarre und E-Piano spielte.
2008 wurde ihm der Preis der Janáček-Stiftung zuerkannt. Im selben Jahr begann er ein postgraduales Studium an der JAMU bei Martin Smolka, das er 2011 mit einer Doktorarbeit zur Spektralmusik abschloss. Für seine Musik gewann er in der Folge weitere Preise beim  Cellotronics Game Competition für Kasparow vs Karpow (2014), beim Wettbewerb des Plural Ensemble Madrid für Quartett (2016) sowie 2018 beim Wettbewerb der Tschechischen Philharmonie für Zartheit (Neha). Für dieses Werk erhielt er 2020 auch den Ján-Levoslav-Bella-Preis. Aufführungen seiner Musik erfolgten in der Slowakei sowie zahlreichen Ländern Europas und in den USA. Neben seiner Arbeit als Komponist und ausübender Musiker betätigt sich Demoč vielfältig publizistisch mit Texten zur zeitgenössischen Musik, insbesondere im vom Slowakischen Musikzentrum herausgegebenen Magazin Hudobný život und Vlna.

„Seine Musik bewegt sich an den Rändern mehrerer Ästhetiken, insbesondere der amerikanischen Experimentalisten wie Tenney und Lucier im Kontrast zum europäischen Minimalismus (Pärt, Górecki) und Spektralismus – seine Doktorarbeit befasste sich mit Spektralmusik und konzentrierte sich insbesondere auf die Arbeit von Gérard Grisey.
Der Einfluss von Feldman ist deutlich zu spüren, aber es gibt auch eine spezifisch europäische Sensibilität, die manchmal als Nostalgie oder Lamento präsent ist. Neben der Verwendung von Volksinstrumenten (der slowakischen Fujara und dem Hackbrett) und alternativen Stimmungen verbindet ihn diese Tendenz zu Klageliedern, die historische Materialien verwenden, mit György Ligeti. Allerdings neigt Demoč dazu, einige Parameter zu isolieren und ausschließlich mit ihnen zu arbeiten, was zu einer nicht-rhetorischen Ruhe und Kontemplation führt, ganz anders als Ligeti (Quartett, Septett, Lešenie k zahĺbeniu). Oft hat man das Gefühl, dass Reste einer früheren Musik zu hören sind; nur ihr Kern, ihr allgemeines Gefühl – eine aus der Ferne gehörte Poetik. 
Ein anderes Mal spielen emotionale Intensität und Ausdruck eine entscheidende Rolle, insbesondere in seiner Solomusik (Apogeum, Katharsis). Erwähnt sei seine sehr fruchtbare Beziehung mit dem slowakischen Geiger und Bratschisten Milan Paľa, dessen leidenschaftlicher Stil besonders gut zum bloßen Gefühl dieser Stücke passt.“

## Werke (Auswahl)

### Bühne
- Bioprodukt. Tanztheater, Choreographie: Zuzana Hájková (2009)[2]
- Lachse (Lososy). Tanztheater, Choreographie: Zuzana Hájková (2012)[3]

### Orchester
- Sinfonie (2007–2008)
- Selbstporträt mit Sikorski und Górecki (und Ligeti ist auch dabei) (2013, rev. 2015)
- Zartheit. Adagio für Orchester (2018)
- Kletternde Musik (2022)

### Kammerorchester, Streichorchester
- Zikkurat für Streicherkammerorchester (2011)
- Leidenschaft und Frieden für Kammerorchester (2009)
- Trois mouvements für Streichorchester (2011)

### Soloinstrument und Orchester
- Saiten: Wände, Cluster, Träume für Milanolo[4] (oder Viola) und Streichorchester (2016, rev. 2018)

### Duo und Kammermusik
- à Morton Feldman für vier Klarinetten, Violine und Violoncello (2010)
- Glissando und Quinten für zwei Ensembles beliebiger Instrumentation (2010)
- Septett für sieben Streichinstrumente (2011, rev. 2015)
- Drei Stücke für drei Flöten (2012)
- Cantabile für Streichquartett (2014)
- Klaviertrio (2016)
- Blaue Blumen für ein Blasinstrument, Violoncello und Klavier (2018)
- A Luca Marenzio für drei Instrumente (2018)
- A Luca Marenzio für Violine oder ein anderes Melodieinstrument und Klavier (2018)
- Ma fin est mon commencement für Klarinette Violine oder Viola und Klavier (2019)
- …mit Simon und Jürg (und Philip ist auch)… für Violine und Kontrabass oder Klavier (2019)
- Akkord und Vibration für 15 Instrumente (2021)
- Traum für ein oder mehrere Instrumente (2021)
- A Luca Marenzio. Fassung für stillen Zink, Viola da gamba und Orgel (2021)
- Gebrechlichkeit für vier Instrumente (2023)
- Samt für Klarinette, Bassklarinette, Violine und Violoncello (2023)

### Instrument solo
- Beschaulichkeit für Zymbal (2002)
- ...Aj o pohladení vetra pri Bielych vodách.... Sonate für Klavier (2005)
- Zwei Etüden für Klavier (2007)
- Trampeln für Klavier (2007)
- Violine für Violine (2009)
- „Jedného dňa nás slnko, vietor a tichá práca zmení“ („Eines Tages werden uns die Sonne, der Wind und die stille Arbeit verändern“; Ivan Štrpka) für Klavier (2009).
- Präludien zu Rayuela für Viola oder Violoncello (2010)
- Kasparow vs Karpow. Autorenversion des Chess 2-Konzepts für Violoncello und Computer (2014)
- Chess 2 für Violoncello und Computer (2014)
- Žiadba für Milanolo (2014–2015)
- Clara für Violine (2018)
- Marína für Viola (2018)
- Viera für Violoncello (2018)
- Zuna für Kontrabass (2018)
- Capriccio für Violine (2020)
- Berührungen. Hinter dem Spiegel für Violine (2020)

### Vokalmusik
- Für dich für Sopran, Sprecher, Violoncello, Akkordeon und zwei Schlagzeuger (2004)
- Zwei Bitten für Sopran, Flöte und Streichquartett (2004)

### Elektroakustik
- Contrario nočného Brna für Fujara, Altsaxophon und CD (2003). Gemeinschaftsarbeit mit Matej Haász
- Ojos de perro azul – Oči modrého psa für zwei Flöten, zwei Klarinetten, Gitarre, Schlagzeug und CD (2007)
- Echo  für Violine, Violoncello, Schlagzeug und CD (2008)
- Krátky vypätý úsek nejestvujúcej na strojoch spravenej skladby (2011)
- Capablanca vs Lasker (2017)
- Endgame (2017)

## Diskographie (Auswahl)
- Žiadba, Quartett, A Luca Marenzio, Septett, Blaue Blumen – Mira Benjamin (Violine), Apartment House, Ostravská Banda – auf Adrián Demoč: Žiadba (Another Timbre, CD 2019)
- Ma fin est mon commencement, Lešenie k zahĺbeniu, Hlaholika, …mit Simon und Jürg (und Philip ist auch) – Studierende der JAMU Brünn, Apartment House – auf Adrián Demoč: Hlaholika (Another Timbre, CD 2021)
- Neha (Zartheit), Popínavá hudba (Kletternde Musik) – Slowakisches Rundfunksinfonieorchester, Dirigent: Marián Lejava, Ostrava New Orchestra, Dirigent: Petr Kotík – auf Adrián Demoč: Neha (Another Timbre, CD 2023)[5][6][7]
- Berührungen. Hinter dem Spiegel – Milan Paľa (Violine) – auf Dotyky. Za zrkadlom – Adrián Demoč (Pavlik Records, CD 2020)
- Traum, Stillleben und ein Akkord, A Luca Marenzio – Div. Interpreten – auf Sen (Traum) (Discreet Editions, CD 2021)
- Musik (Hinter dem Titel), Ma fin est mon commencement – Ensemble Ricercata: Ronald Šebesta (Klarinette), Milan Paľa (Violine), Ivan Šiller (Klavier) – auf Hudba (Za názvom) (Hevhetia, CD 2022)
- Súzvuk a chvenie (Akkord und Vibration) – Klangforum Wien, Dirigent: Bas Wiegers – auf Prague Spring Festival Blue Edition Vol. 2 (Radioservis, CD 2023)
- A Luca Marenzio II, Ma fin est mon commencement, Gebrechlichkeit – Miroslav Beinhauer (Klavier) – auf Adrián Demoč: Piano (elsewhere 031, CD 2024)[8]